# Јосиф Курцбек
Јосиф Курцбек (Беч, 21. новембар 1736 — 18. децембар 1792) поред универзитетског књижарства бавио се књижевношћу, преводилаштвом и штампартсвом. Имао је звање витеза и по њему у Бечу се назива Kurzbockgasse (Курцбеков сокак) у осамнаестој бечкој општини.

## Ћирилична штампарија
Аустрија је и сама знала да је Србима потребна штампарија и била је намерна да пошто-пото прекине кријумчарење књига из Русије. Осим тога школске реформе, које је предузимала Марија Терезија нису се могле замислити без српске штампарије. Kада су уз то аустријске власти још и израчунале да је утрошено, за шест година, из буџета Монархије, 200.000 форинти само за православне књиге (већином из Русије), донета је одлука: дати привилегију бечком трговцу Јосифу Kурцбеку да оснује штампарију и у њој штампа књиге за потребе Срба. Године 1770. бечком штампару одобрено је монополско право на штампање српских књига . Дајући такву привилегију бечком предузетнику, који уз то није био Србин, аустријска власт је осигурала чврсту контролу над српском књижевном продукцијом. За свог наследника Kурцбек је изабрао Стефана Новаковића, дворског агента и инспектора митрополијског спахилука у Даљу. Са њим је склопио, 12. фебруара 1792, прелиминарни уговор којим му уступа штампарију са свом опремом и залихама непродатих књига за суму од 25.000 форината. Опрема се састојала од педесет квинтала новоизливених ћирилских слова, четири пресе, двадесет словослагачких сандука, четири сандука регала, четири винклера и дванаест шифа. Осим тога, Новаковић је преузео и известан број матрица, печата и бакрореза. На складишту се такође налазило 27 разних врста славеносрпских и румунских књига.
Према овом уговору, штампарија је могла да остане у Kурцбековој згради у Флорштату најкасније до Михољдана 1792, за које време Новаковић није у обавези да плаћа никакву кирију, изузев надокнаде за осветљење, огрев и друге потрепштине. Што се тиче новчаних обавеза према Kурцбеку, Новаковић се обавезао да ће му 25.000 форината, које му за све то дугује, исплатити. Са своје стране, Kурцбек се обавезао Новаковићу да ће му помагати у послу својим стручним саветима. Све књиге у Kурцбековој и Новаковићевој „Славено-сербској, валахијској и восточних јазиков типографији“ издавале су се све до 1786. године штампане искључиво црквеном ћирилицом и то старим из „средњег века наслеђеним типом ћирилских слова“ а после модерном „ћирилицом, грађанском азбуком, обликованој према стилу штампаних слова уведених у у Русији почетком 18. века по наређењу Петра Великог.
У периоду од 1770. до 1792. године у Курцебоково штампарији у бечком Форштату објављена је сто педесет и једна књига на ползу српског народа. Већ прве, дакле 1770. године, у штампарији Јосифа Курцебека објављене су три књиге: Буквар, Зборник молитава и Псалтир.

## Објављена дела
Наредне године (1771) објављено је пет нових књига: Зборник молитава, Мјесацослов, Псалтир и Јутарње и вечерње молитве, као и Утреније и вечернија молби, зборник молитава сачињен према претходном Зборнику аутора митрополита Георгијевића.
Следеће године (1772) Курцбек је штампао Приручну књигу из ратарства од Јохана Виганда, у преводу Игњатија Јабланција, бележника пожешшке жупаније, као и књигу Немацкаја граматика, коју је „према Готшеду саставио Стефан Вујановски“, као и црквену књигу Пасхалија служби, „коју је о свом трошку издао митропполит Георгијевић“.
Наредне године (1773) у Курцбековој штампарији штампана је на српском језику Похвала цару Јосифу Другом коју је са немачког превео Филипидес де Гаја и који је штампао о свом трошку, затим књига О седам тајни Краткоје да простоје о седмих тајинствах учителксоје наставленије која је намењена школској омладини, Краткиј катихизис, Сказаније пренесенија мошчеј Јована Златоустога, Предика от јединства у Керстјанству.
Наредне године (1774) у Курцбековој штампарији у Бечу штампане су следеће књиге: Итика јерополитика,Начало ученија хотјашчим учитисја книг писмени њемецкими,Началноје ученије человјеком учитуисја славенском чтенију,Цаслослов. Никола Гавриловић у својој књизи нам открива шта је све штампано у Курцбековој штампарији 1775. године: Диалогон, Цитанка, Буквар, Мали катихизис, Ручна књига и Мјесацослов, а 1776. године Курцебек је штампао следеће ћирилске књиге и то: Мали катихизис, Буквар, Школски устав, Ручнаја книга, Азбучна дашчица, Мјесацослов, Велизариј господина Мармонтела, Рачуница, Табеле.
Како истиче Никола Гавриловић у својој студији 1777. година била је веома плодна у Курцбековој издавачкој делатности. Те године је штампано девет књига и два нормативна акта и то: Правила монашескаја, која је, по налогу Депутације, израдио Атанасије Деметровић Секереш; Руководство ка аритметики, Руководство в честности и правости, Цасослов, као и неколико књига на румунском језику: Аритметица (на румунском и немачком језику), Буквар за румунске школе, Цитанка за румунске школе, а од нормативних аката те године објављен је Илирски регуламент на српском и румунском језику.
У току наредне две године, дакле 1778. и 1779. у Курцебековој штампарији објављене су свега две књиге: Мјесацослов за 1778. годину и наредне године Псалтир.Идуће, дакле 1780. године објављене су две књиге: Буквар и Ирмологиј, а наредне године објављено је пет публикација на српском и румунском језику: два Буквара, Зборник молитава, Беседе.
Наредне, односно 1782. године објављено је ново издање Буквара, Руководства в честности и правости и Увједомљеније. 1783. године објављен је Епитом Дионисија Новаковића, Вечни календар и Искусни подрумар Захарија Орфелина.
Наредне године (1784) штампано је друго издање Малог катихизиса Јована Рајића, Православно ученије Платоја Левшина и полемички спис Што јест папа? Ајбела Јозеффа Валентина у преводу Михајла Максимовића.
Године 1785. штампане су следеће књиге: Буквар (седмо издање) Рајићев Мали катихиз (треће издање) Везилићево Краткоје сочињеније от приватних и публичних дјелах и Дијалогизам Теофана Прокоповича.
Наредне (1786) године у Курцековој штампарији објављене су књиге: Буквар (осмо издање), Mушкатировићево Краткоје размишљеније о праздници, Урадба о златном новцу, Брачноје узакоњеније настављење спајиам, Наредба о служитељима, Благонаравије.
Године 1787. штампане су следеће књиге: Буквар, Мушкатировићеве Приче, Мразовићев превод Поучителног магазина за децу француске списатељице Марие Лепринце де Беамонт, Секерешов превод Фелбигеровог Руководства к честности и правости, Кратка наука протопрезвитером у 29 тачака, Краткоје поученије о исповједи Правило омодносу спахија и њихових поданика и Узаконеније о исхождениј из царства.
Наредне године (1788) објављене у Курцбековој штампарији следеће књиге: Буквар (девето издање), Краткоје написаније о спокојној жизни Алексија Везилића, Проглас бачког епископа Јована Јовановића упућен Србији и Босини, Прокламација грофа Франца Мориса фон Ласи хришћанима православне вере у Турској, Закон о скитницама, Општи закон о преступима и начину кажњавања, Ватрогасна уредба, Уговор осигуравајућег завода у Трсту, Биографија фелдмаршала барона Лаудона у преводу Емануела Јанковића, четврто издање Псалтира.
Године 1789. штампане су следеће књиге: Буквар (десето издање), Пјесна о избавленију Сербије Доситеја Обрадовића,, друго издање Орфелиновог Вечитог календара и Зао отац и неваљао син Франца Ксавера Штарка у преводу Емануела Јанковића.
Наредне године (1790) у Курцебековој штампариј објављене су књиге: Немачко-српски речник (1790) Теодора Аврамовића, Пјесни различнија на господскија праздники, Беседа Дионисија Поповића на Благодарењу поводом ослобођења Београда од Турака и Цасослов.
Претпоследње године рада Курцбекове штампарије (1791) штампане су следеће књиге: друго издање Немачко-српског речника Теодора Аврамовића, Јеванђеље на велики четвртак, друго издање Ирмологија, Беседа Аврама Петровића, новосадског проте поводом избора Стефана Стратимировића за митрополита на Темишварском сабору, одржана октобра 1790. године, Рајићев Бој змаја са орлови, четврто издање Руководствав честности и Правости Игнаца Фелбигера, две публкације Маркидеса Пуља Известије за новине и Сербскаја новина посведневних прикљученијах биваемих в мирје и Славено-сербски Мјесјацослов за љето 1792. године. Поред књига на српском у Курцбековој штампарији штампане су књиге и на румунском језику.
У периоду од 1770. до 1792. године, у току 22 године рада ове штампарије, објављена је 151 књига.